# Ivar Arosenius
Ivar Axel Henrik Arosenius (8 de octubre de 1878 – 2 de enero de 1909) fue un pintor sueco y autor de libros ilustrados. En este último papel destaca por el libro Kattresan (El viaje del gato), que se publicó tras su muerte. Vivió en el pueblo de Älvängen, al norte de Gotemburgo. Murió por complicaciones de su hemofilia. Tras su muerte, su casa cayó en ruinas y finalmente fue demolida. En Älvängen, una de las escuelas, Aroseniusskolan, recibe su nombre de él, Ivar Arosenius. Actualmente, algunas de las pinturas de Ivar Arosenius pueden verse en el Museo de Arte de Gotemburgo.